# Фейнберг, Леонид Евгеньевич
Леонид Евгеньевич (Эйгенович) Фейнберг (5 (17) февраля 1896, Москва — 10 мая 1980, там же) — российский и советский поэт, художник, искусствовед. Член Союза художников СССР.

## Краткая биография
Родился в семье Евгения Ильича (Исрула-Эйгена) Фейнберга, выпускника юридического факультета Новороссийского университета, и Анны Акимовны Рабинович, переехавших из Одессы в Москву в 1894 году. Брат пианиста и композитора С. Е. Фейнберга и пианистки Беллы (Берты) Евгеньевны Майгур (1888—1976).
В 1910-х гг. учился в студиях С. Ю. Жуковского и Ф. И. Рерберга в Москве. Был участником обществ «Союз русских художников» (1903—1923), «Московский салон» (1910—1921) и «Искусство — социалистическому строительству» (ИССТР) (1932). Дружил с М. А. Волошиным и М. И. Цветаевой. Был крещён Александром Менем, который и стал его духовником.

## Творчество
Занимался фотографией, станковой и монументальной живописью, книжной графикой, писал стихи (семь сборников).
Впервые шесть полотен художника экспонировались на одной из московских выставок в 1917 году. 37 картин маслом были выставлены в 1922 году в Музее изящных искусств. Участвовал в выставках «Союза русских художников» в 1923 году. Участник всесоюзных выставок. Имел персональные выставки, в том числе в МОСХе в 1956 году.
В 1930 году иллюстрировал книги английского фантаста Герберта Уэллса, в том числе роман «Первые люди на Луне».
В 1941—1945 годах создал серию иллюстраций к «Герою нашего времени» М. Ю. Лермонтова. С его иллюстрациями вышли также «Индийские сказки» (1956), сборник индонезийской поэзии «Цветы далёких берегов» в переводах его сына С. Л. Северцева (1966), «Золотая цепь» С. И. Липкина (1970), «Вавилонская башня и другие библейские предания» (1991), книга Веры Марковой «В стране легенд: легенды минувших веков в пересказе для детей» (1972, 2008) и многие другие.
Автор работ «Лессировка и техника классической живописи» (1937), «Сонатная форма в поэзии Пушкина» (1978), «Секреты живописи старых мастеров» (в соавторстве с Ю. И. Гренбергом, 1989), «Три лета в гостях у Волошина: мемуары, эссе, стихи» (2006).
В 2003 году во время реставрации настенных росписей, украшающих интерьер вокзального ресторана на железнодорожной станции Армавир-Ростовский, известного в народе как «Чердак», художник Василий Силантьев установил, что авторами картин являются Е. Лансере и Л. Фейнберг.
Работы художника хранятся в музеях Лермонтова в Пятигорске и Тарханах, музее ИРЛИ.

## Семья
- Первая жена — Мария Ивановна Фейнберг (урождённая Коровина, по первому мужу Яковлева; 1894—1955).
  - Сын — Сергей Северцев (1924—1991), переводчик.
  - Дочь — Софья Прокофьева (1928—2025), детская писательница.
- Вторая жена — Вера Маркова (1907—1995), поэт, переводчик японской поэзии.